# Norwalk, Ohio
Norwalk är administrativ huvudort i Huron County i delstaten Ohio. Orten har fått sitt namn efter Norwalk i Connecticut. Enligt 2010 års folkräkning hade Norwalk 17 012 invånare.

## Kända personer från Norwalk
- George Kennan, upptäcktsresande